# 여러해살이 식물

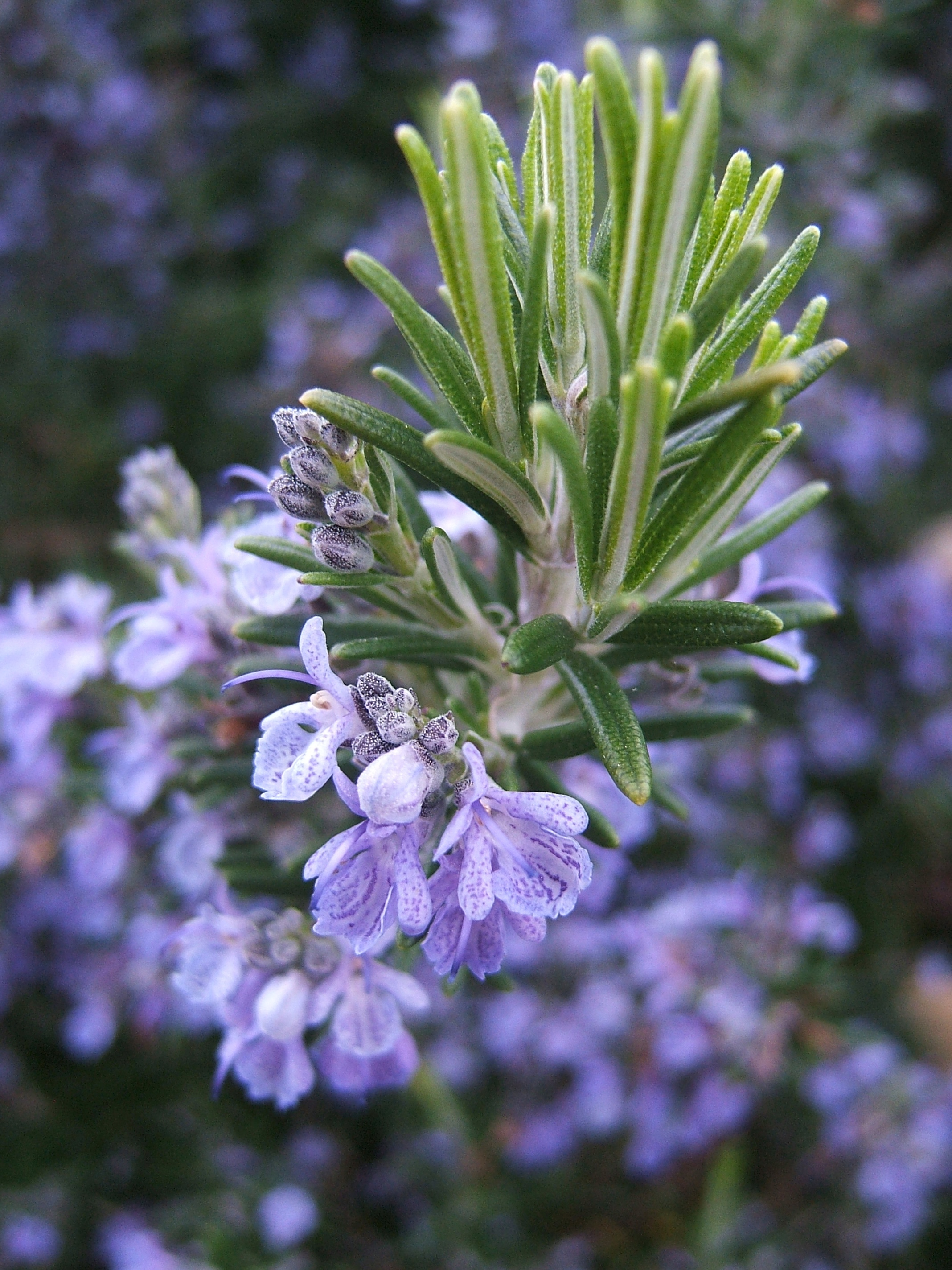
다년생 아관목인 로즈마리

여러해살이 식물또는 다년생식물 이상 겨울을 이겨내고 생존하는 식물이다. 다년생이라는 용어는 목본식물에도 사용되지만, 단단한 나무질이나 형성층이 잘 발달하지 않는 초본식물에 주로 쓰인다. 가장 많이 보이는 식물의 종이다.

## 여러해살이풀
여러해살이 식물인 풀을 여러해살이풀, 다년생 초본(多年生 草本), 다년초(多年草) 따위로 부른다.
여러해살이 식물 중 작은 속씨식물군은 봄과 여름 동안에 자라서 꽃을 피우고, 같은 해 가을과 겨울에 말라 죽지만, 한해살이 식물처럼 씨를 뿌리는 대신 이듬해 봄에 뿌리줄기(근경, 根莖, rhizome, rootstock)나 알줄기(구경, 球莖) 따위의 알뿌리(구근, 球根)에서 다시 재생한다. 이러한 뿌리 조직을 여러해살이뿌리 또는 숙근(宿根)이라고 하며, 숙근을 가지는 식물군을 숙근 식물 또는 숙근초(宿根草)라고 한다. 이와 대비되어 숙근 없이 겨울에도 잎이 살아 있는 것을 상록 초본(常綠草本)이라고 한다.

## 같이 보기
- 한해살이 식물
- 두해살이 식물
- 로제트